# Серце б'ється знову...
«Серце б'ється знову...» (рос. «Сердце бьется вновь...») — російський радянський художній фільм 1956 року, знятий режисером Абрамом Роомом за твором В. Дягілєва "Доктор Голубєв".
Фільм присвячений таким питань, що не втрачають актуальності, як обов'язок і честь лікаря, його відповідальність перед хворим, вміння до кінця відстоювати свою точку зору і, коли необхідно, йти на ризик заради порятунку ввіреного тобі життя.

## Сюжет
Рятуючи тонучого у крижаній воді, солдат Балашов отримує запалення легенів, що ускладнилося потім важким захворюванням на серце. Молодий доктор Голубєв ставить невірний діагноз і терапевтичне лікування не дає позитивних результатів. Зрозумівши свою помилку, Голубєв пропонує хірургічне втручання, проте недовіра до нього з боку головного лікаря госпіталю віддаляє момент прийняття твердого рішення і ставить життя хворого під загрозу.

## У ролях
- В'ячеслав Тихонов — Леонід Васильович Голубєв, лікар-терапевт
- Микола Симонов — Іван Володимирович Пєсков, професор, полковник медичної служби, начальник відділення
- Андрій Абрикосов — Микола Миколайович Кленов, професор, торакальний хірург
- Кирило Столяров — Павло Петрович Балашов, солдат із запаленням легенів
- Людмила Гурченко — Таня Балашова, сестра Павла
- Нінель Мишкова — Ніна Олексіївна, лікар-кардіолог подруга Голубєва
- Григорій Абрикосов — Гриша Дін-Мамедов
- Юліана Бугаєва — Алла Опанасівна, медсестра (в титрах — Бугайова)
- Манефа Соболевська — Марія Василівна, медсестра (немає в титрах)
- Леонід Чубаров — гвардії сержант Бистров, який супроводжує хворого (немає в титрах)
- Микола Смирнов — санітар (немає в титрах)
- Станіслав Коренєв — Семен Коломієць, сусід Балашова по палаті (немає в титрах)
- Володимир Маренков — Хохлов, сусід Балашова по палаті (немає в титрах)
- Олег Хроменков — Лапшин, сусід Балашова по палаті (немає в титрах)
- Валентина Бєляєва — Людмила Миколаївна, лікар (немає в титрах)
- Микола Пажитнов — лікар на консиліумі (немає в титрах)
- Марія Пастухова — чергова медсестра (немає в титрах)
- Юрій Кротенко — Нещіпленко, товариш по службі Балашова (немає в титрах)
- Тетяна Гурецька — мати Голубєва (немає в титрах)
- Світлана Коновалова — Андрєєва, медсестра (немає в титрах)